# Synedoida sabulosa
Synedoida sabulosa là một loài bướm đêm trong họ Erebidae.